# Рахими, Мохаммад Реза
Мохаммад Реза Рахими (перс.  محمدرضا رحيمی‎; род. 11 января 1949 года, Серишабад) — иранский государственный деятель, с 13 сентября 2009 года по 3 августа 2013 года был первым вице-президентом страны.

## Биография
Реза Рахими родился в Серишабаде (остан Курдистан) в 1949 году. Рахими работал прокурором в Корве и Сенендедже. Затем возглавлял городской совет Сенендеджа и преподавал право в Исламском университете Азада. В 1980 году Рахими был избран членом парламента Ирана от провинции Курдистан в ходе парламентских выборов от Исламской республиканской партии. В 2009 году Махмуд Ахмадинежад победил на выборах и назначил Рахими первым вице-президентом страны. С 20 апреля 2011 года по 1 мая 2011 года Мохаммад был исполняющим обязанности президента когда президента Ахмадинежада временно отстранили от исполнения служебных обязанностей. В 2013 году пробовал баллотироваться на пост президента Ирана, но снял свою кандидатуру в мае 2013 года. После избрания Хасана Рухани был назначен новый первый вице-президент Ирана, им стал Эсхак Джахангири.